# Foodòmica

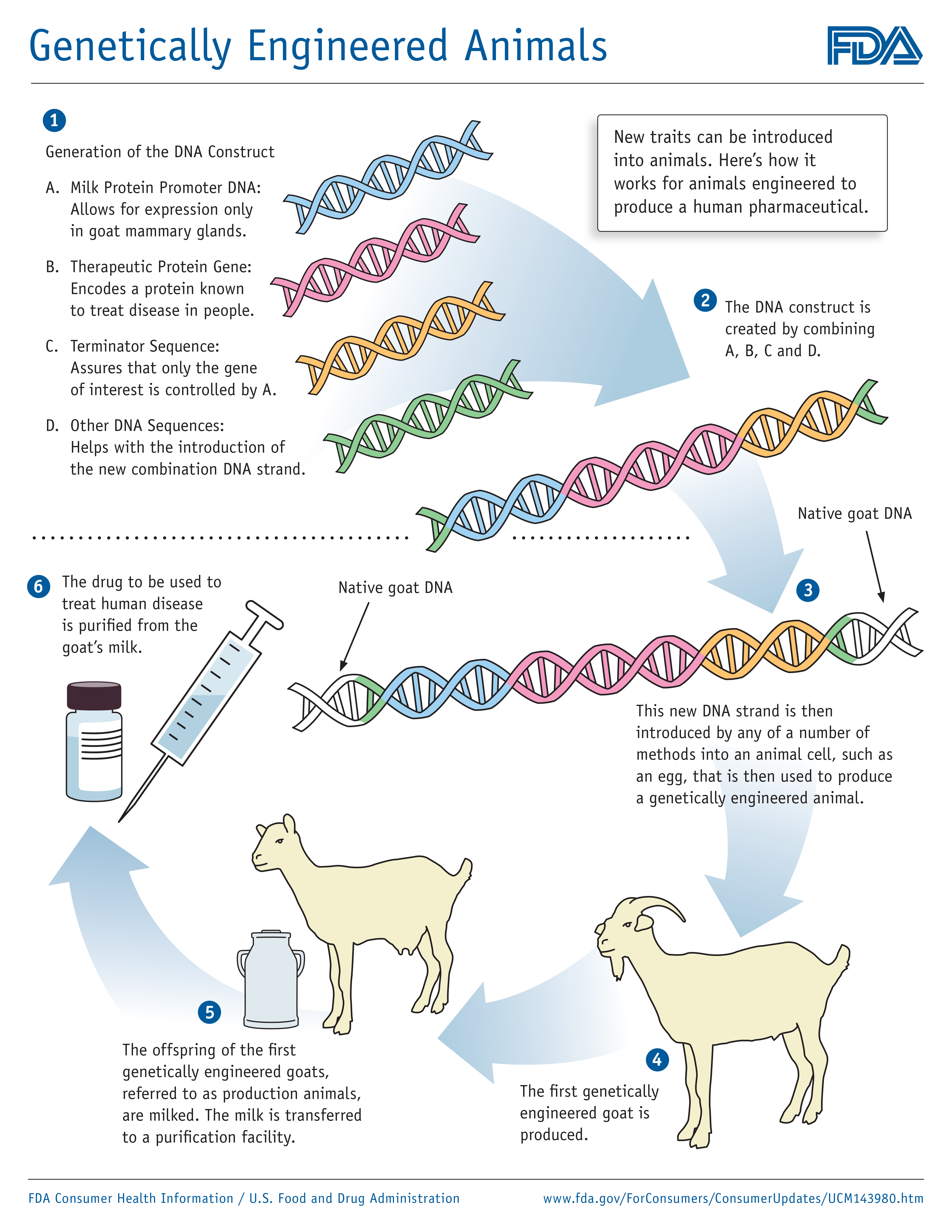
Animals modificats genèticament

La foodòmica es va definir l'any 2009 com "una disciplina que estudia els dominis de l'alimentació i la nutrició mitjançant l'aplicació i la integració de tecnologies avançades -òmiques per millorar benestar, salut i coneixement del consumidor". La foodòmica requereix la combinació de la química d'aliments, les ciències biològiques i l'anàlisi de dades.
L'estudi de la foodòmica es va posar en el punt de mira després de ser presentat a la primera conferència internacional el 2009 a Cesena, Itàlia. Molts experts en el camp de les òmiques i la nutrició van ser convidats a aquest esdeveniment per tal de trobar un nou enfocament i una nova possibilitat en l'àmbit de la ciència i la tecnologia dels aliments. Tanmateix, la recerca i el desenvolupament de la foodòmica avui en dia encara són limitats a causa de l'anàlisi de grans quantitats de mostres requerit. La revista American Chemical Society anomenada Analytical Chemistry va dedicar la seva portada a la foodòmica el desembre de 2012.
La foodòmica implica quatre àrees principals de les òmiques:
- Genòmica, que implica la recerca del genoma i el seu patró.
- Transcriptòmica, que explora un conjunt de gens i identifica la diferència entre diverses condicions, organismes i circumstàncies, mitjançant l'ús de diverses tècniques, com ara l'anàlisi de microarrays;
- La proteòmica, estudia tot tipus de proteïnes que són producte dels gens. Comprèn com funciona la proteïna en un lloc determinat, les estructures, les interaccions amb altres proteïnes, etc.;[4]
- La metabolòmica, inclou la diversitat química a les cèl·lules i com afecta el comportament cel·lular;[5]

## Avantatges de la foodòmica
La foodòmica ajuda molt els científics d'una àrea de la ciència dels aliments i la nutrició a obtenir un millor accés a les dades, que s'utilitzen per analitzar els efectes dels aliments sobre la salut humana, etc. Es creu que és un pas més cap a una millor comprensió del desenvolupament i aplicació. de tecnologia i alimentació. A més, l'estudi de la foodòmica condueix a altres subdisciplines òmiques, inclosa la nutrigenòmica, que és la integració de l'estudi de la nutrició, el gen i les òmiques.

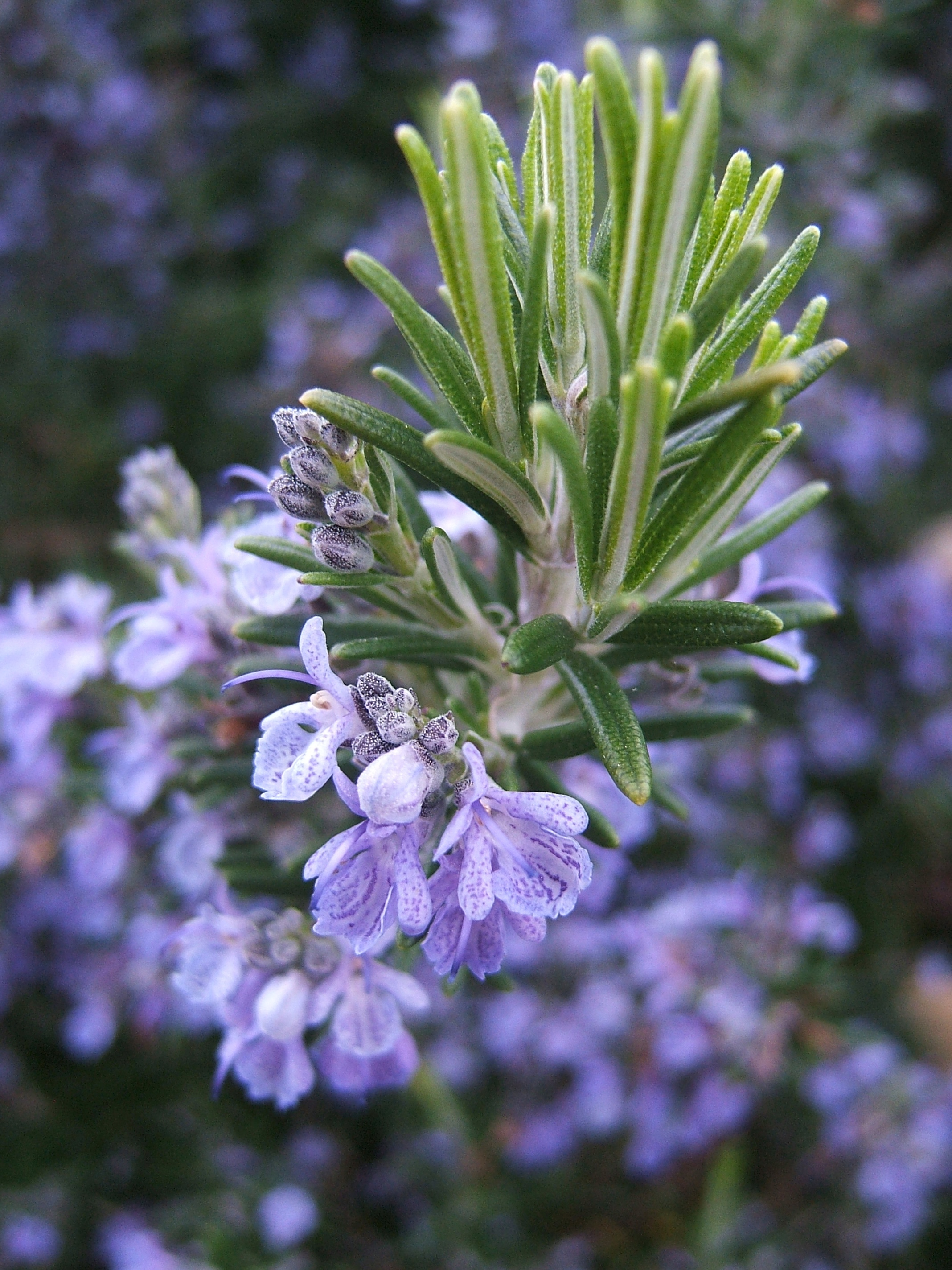
Romaní

### Càncer de còlon
L'enfocament de la foodòmica s'utilitza per analitzar i establir els vincles entre diverses substàncies presentades al romaní i la capacitat de curar cèl·lules canceroses de còlon. Hi ha milers de compostos químics al romaní, però els que poden ajudar a curar aquesta malaltia són l'àcid carnòsic (CA) i el carnosol (CS), que es poden obtenir extraient romaní mitjançant extracció per fluids supercrítics (SFE). Tenen el potencial de lluitar i reduir la proliferació de cèl·lules humanes de càncer de còlon HT-29.
L'experiment fet amb la inserció d'extractes de romaní als ratolins i la recollida d'ARN i metabòlits de cada individu controlat i tractat va indicar que hi ha una correlació entre els compostos utilitzats i el percentatge de recuperació del càncer. Tanmateix, aquesta informació mai no es pot aconseguir sense l'ajuda del coneixement de la foodòmica, ja que es va utilitzar per processar dades, analitzar estadístiques i identificar biomarcadors. La foodòmica, juntament amb dades transcriptòmiques, mostra que l'àcid carnòsic condueix a l'acumulació d'un antioxidant, el glutatió (GSH). La substància química es pot descompondre en cisteinilglicina, un dipèptid natural i un intermedi en el cicle del gamma glutamil. A més, el resultat d'una integració de la foodòmica, la transcriptòmica i la metabolòmica revela que els compostos provocats per cèl·lules de càncer de còlon, com ara N-acetilputrescina, N-acetilcadaverina, 5′-Metiltioadenosina i àcid γ-aminobutíric, també es poden reduir amb el tractament amb CA.
Així, la foodòmica juga un paper important a l'hora d'explicar la relació entre malalties mortals, com el càncer de còlon, i els compostos naturals existents al romaní. Les dades obtingudes són útils per assolir un altre enfocament per fer front a la proliferació de cèl·lules canceroses.

### Carn processada
A part de mesurar la concentració de proteïnes a la carn, calcular la biodisponibilitat és una altra manera de determinar la quantitat total de component i la qualitat. El càlcul es fa quan les molècules dels aliments es digereixen en diferents etapes. Com que la digestió humana és molt complicada, s'utilitza una àmplia gamma de tècniques analítiques per obtenir les dades, incloent el protocol de foodòmica i una simulació estàtica in vitro de la digestió.

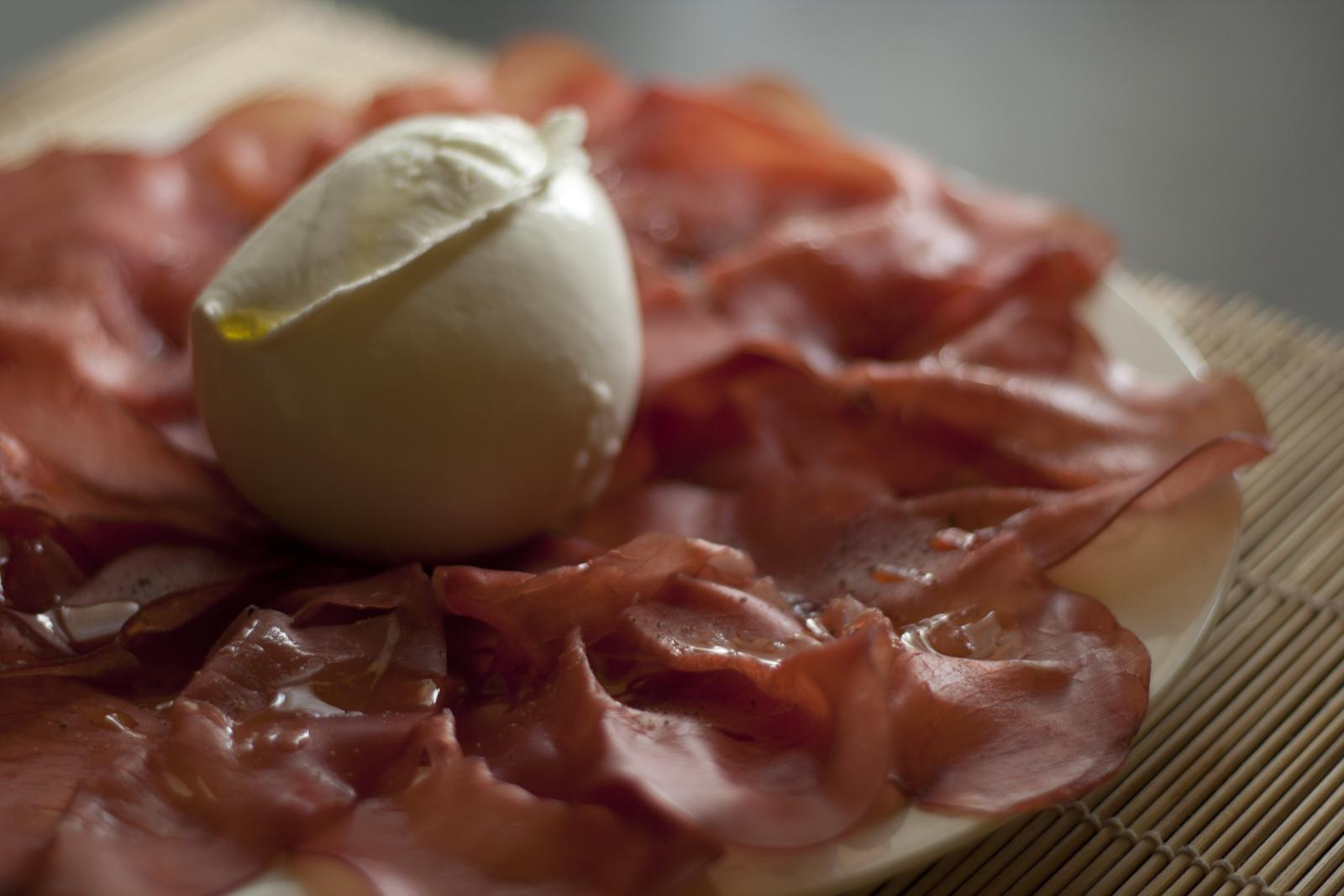
Bresaola o la carn de vedella seca i salada. Està fet d'un sol múscul de vedella.

El procediment es divideix en 3 etapes, a mesura que es recullen mostres de la digestió oral, gàstrica i duodenal per tal d'estudiar de prop i a fons la digestibilitat de les proteïnes. Un aliment a base de carn, Bresaola, s'avalua perquè els músculs de la carn encara estan intactes, que es poden utilitzar per indicar el valor nutricional.